# Comuna de Stryszawa
Stryszawa (polaco: Gmina Stryszawa) é uma gminy (comuna) na Polónia, na voivodia de Pequena Polónia e no condado de Suski. A sede do condado é a cidade de Lachowice.
De acordo com os censos de 2004, a comuna tem 11 715 habitantes, com uma densidade 103,5 hab/km².

## Área
Estende-se por uma área de 113,24 km², incluindo:
- área agricola: 46%
- área florestal: 48%

## Demografia
Dados de 30 de Junho 2004:
|                      | Total   | Total | Mulheres | Mulheres | Homens  | Homens |
| -------------------- | ------- | ----- | -------- | -------- | ------- | ------ |
|                      | pessoas | %     | pessoas  | %        | pessoas | %      |
| População            | 11 715  | 100   | 5922     | 50,6     | 5793    | 49,4   |
| Densidade (pop./km²) | 103,5   | 100   | 52,3     | 52,3     | 51,2    | 51,2   |

De acordo com dados de 2002, o rendimento médio per capita ascendia a 1288,45 zł.

## Comunas vizinhas
- Andrychów, Jeleśnia, Koszarawa, Maków Podhalański, Sucha Beskidzka, Ślemień, Zawoja, Zembrzyce